# Condado de Ford (Kansas)
O Condado de Ford é um dos 105 condados do estado americano de Kansas. A sede do condado é Dodge City (Kansas), e sua maior cidade é Dodge City. O condado possui uma área de 2 847 km² (dos quais 2 km² estão cobertos por água), uma população de 32 458 habitantes, e uma densidade populacional de 11 hab/km² (segundo o censo nacional de 2000). O condado foi fundado em 26 de fevereiro de 1867.